# Мороженко Олександр Васильович
Олександр Васильович Мороженко (4 квітня 1936, с. Млинів, Рівненська область — 26 лютого 2025) — український астрофізик, доктор фізико-математичних наук, професор. Основні наукові дослідження стосувались фізики планет, радіофізика та поляриметрії тіл Сонячної системи. Олександр Васильович є одним із розробників поляриметричних методів визначення фізичних характеристик атмосфер та поверхонь планет, а також діагностики зміни потужності хмарових шарів атмосфер планет-гігантів. Разом з колегами виявив опозиційний ефект блиску Марса, а також наявність частинок в атмосфері Сатурна.

## Біографія
Олександр Васильович Мороженко народився 4 квітня 1936 р. в селі Млинів, що розташовується у Рівненській області.
У 1959 р. закінчив Київський державний університет імені Т. Г. Шевченка, відтоді працював в Головній астрономічній обсерваторії НАН України (ГАО).
У 1965 р. у Ленінградському державному університеті імені А. А. Жданова захистив кандидатську дисертацію «Поляризаційні дослідження Марса». У 1977 р. у Головній астрономічній обсерваторії АН СРСР (с. Пулково) захистив докторську дисертацію «Поляризаційні дослідження планет».
З 1975 по 1999 роки — завідувач відділу фізики тіл Сонячної системи ГАО. З 1999 по 2015 роки — головний науковий співробітник відділу. У 2015 році вийшов на заслужений відпочинок.
Дружина — науковиця-астроном, доктор фізико-математичних наук Ніна Мороженко (1928—2009).

## Наукові дослідження
Досліджував:
- методи та результати вивчення аерозольної складової атмосфери Марса в періоди високої її прозорості
- 1991 р. — короткоперіодичні зміни поляризуючої здібності Венери
- 1992 р. — проблему вертикальної структури хмарових шарів атмосфер планет-гігантів
- 1993 р. — методи і результати дистанційного зондування планетних атмосфер
- 2013 р. — порівняльну планетологію
- 2014 р. — фізичні характеристики поверхонь планет земного типу, карликових і малих планет та їх супутників за даними дистанційних досліджень

В 80-х рр. ХХ століття разом з Кучеровим В. А. та Міщенко М. І. розробили метод визначення кількості поглиненого газу в надоблачному шарі планетної атмосфери за поведінкою параметра Стокса (Q) вздовж полоси поглинання.
Розробив поляриметричний метод визначення фізичних властивостей та вертикальної структури планетних атмосфер. Разом з колегами відкрив опозиційний ефект блиску Марса, наявність орієнтованих частинок в атмосферах комет і Сатурна.
Спільно з О. І. Бугаєнко та А. Л. Гуральчук виготивили комплекс для регістрації апаратури Всесоюзної спостережувальної системи «Планетний патруль СРСР», який забезпечує одночасне вимірювання чотирьох параметрів Стоксав режимі двохканального спектрометра або в режимі фотометра.
Серед учнів Олександра Мороженка — доктори та кандидати наук Анатолій Відьмаченко, Петро Неводовський тощо.

## Нагороди та визнання
У 1993 р. був удостоєний премії НАН України імені М. П. Барабашова.
У 2003 р. його в числі співвиконавців було нагороджено Державною премiєю України в галузi науки і технiки за цикл досліджень «Розробка теоретичних основ та унікальної спостережної бази в Голосієві та на піку Терскол для досліджень Сонця та тіл Сонячної системи».